# NGC 7420
NGC 7420 este o galaxie situată în constelația Pegas. A fost descoperită în 6 septembrie 1863 de către Albert Marth.